# Jyske mesterskab 1939-40 (fodbold)

Det jyske mesterskab i fodbold 1939-40 var den 42. udgave af turneringen om det jyske mesterskab i fodbold for herrer organiseret af Jydsk Boldspil-Union. 

Holstebro BK  , Kolding IF , AaB og Vejen SF kvalificerede sig til slutspillet, men det blev aflyst, og der blev ikke udpeget en vinder. Tysklands besættelse af Danmark d. 9. april besværliggjorde rejsemulighederne i Danmark, hvilket medførte forsinkelser i gennemførelsen af kampprogrammet i Danmarksturneringen. Slutspillet om det jyske mesterskab blev annulleret, fordi DBU i juni 1940 havde planlagt gennemførelsen af den første landsdækkende pokalturnering, Danmarks-Pokalturneringen.

## JBUs Mesterskabsrække

### Nordkredsen
| Pos | Hold           | K  | V  | U | T  | M+ | M- | MR    | P  | Kvalifikation eller nedrykning                      |
| --- | -------------- | -- | -- | - | -- | -- | -- | ----- | -- | --------------------------------------------------- |
| 1   | Holstebro BK   | 14 | 12 | 2 | 0  | 72 | 29 | 2,483 | 26 | Kvalifikation til semifinale og 3. division 1940-41 |
| 2   | Aalborg Chang  | 14 | 7  | 2 | 5  | 28 | 35 | 0,800 | 16 |                                                     |
| 3   | Randers Freja  | 14 | 6  | 3 | 5  | 46 | 29 | 1,586 | 15 |                                                     |
| 4   | Skive IK       | 14 | 6  | 3 | 5  | 32 | 41 | 0,780 | 15 |                                                     |
| 5   | Brønderslev IF | 14 | 4  | 3 | 7  | 31 | 39 | 0,795 | 11 |                                                     |
| 6   | Grenaa IF (O)  | 14 | 4  | 3 | 7  | 29 | 44 | 0,659 | 11 |                                                     |
| 7   | Aalborg Freja  | 14 | 5  | 0 | 9  | 35 | 44 | 0,795 | 10 |                                                     |
| 8   | Viborg FF      | 14 | 4  | 0 | 10 | 44 | 56 | 0,786 | 8  | Nedrykning                                          |

Nedrykning for Viborg FF blev annulleret.

### Sydkredsen
| Pos | Hold         | K  | V  | U | T  | M+ | M- | MR    | P  | Kvalifikation eller nedrykning                      |
| --- | ------------ | -- | -- | - | -- | -- | -- | ----- | -- | --------------------------------------------------- |
| 1   | Kolding IF   | 16 | 11 | 4 | 1  | 47 | 26 | 1,808 | 26 | Kvalifikation til semifinale og 3. division 1940-41 |
| 2   | Vejle BK     | 16 | 11 | 1 | 4  | 70 | 30 | 2,333 | 23 |                                                     |
| 3   | Horsens fS   | 16 | 9  | 2 | 5  | 36 | 25 | 1,440 | 20 |                                                     |
| 4   | Esbjerg fB   | 16 | 8  | 4 | 4  | 44 | 23 | 1,913 | 20 |                                                     |
| 5   | AGF II       | 16 | 5  | 4 | 7  | 46 | 40 | 1,150 | 14 |                                                     |
| 6   | Aarhus 1900  | 16 | 6  | 1 | 9  | 47 | 55 | 0,855 | 13 |                                                     |
| 7   | Esbjerg FC   | 16 | 5  | 2 | 9  | 22 | 32 | 0,688 | 12 |                                                     |
| 8   | Ikast fS (O) | 16 | 5  | 2 | 9  | 36 | 53 | 0,679 | 12 |                                                     |
| 9   | Haderslev FK | 14 | 2  | 0 | 12 | 15 | 65 | 0,231 | 4  | Nedrykning                                          |

Nedrykning for Haderslev FK blev annulleret.